# 陈成义
陈成义（1907年—1957年），原名陈瞻舜，字子高，男，甘肃榆中人，中华人民共和国政治人物，曾任甘肃省人民政府委员、副主席、副省长。

## 生平
1954年，当选第一届全国人民代表大会代表。1957年，被邓小平打为右派。